# Branthog
Branthog, auch Branthoh (* um 970; † 23. August 1036 wohl in Halberstadt) war ab 1011 Abt des Klosters Fulda und von 1023 bis 1036 Bischof von Halberstadt.

## Leben
Branthoh wurde um 1000 Mönch im Kloster Fulda. Bis 1011 stieg er zum Großpropst des Klosters auf. 1011 wählten die Mönche des Klosters Fulda ihn als Branthoh II. zu ihrem Abt.
Da Branthoh II. gegen eine Einführung der Klosterreform von Gorze in Fulda war, setzte ihn der König 1013 ab. Angesichts der gewaltsamen Einführung der Gorzer Reform verließ der abgesetzte Abt mit einem Teil der Mönche (darunter Bardo von Oppershofen) das Kloster Fulda und ging mit ihnen nach Halberstadt. Dort nahm sie Bischof Arnulf von Halberstadt auf und schickte sie dann weiter in das neue Kloster Ilsenburg im Harz.
Nach Bischof Arnolds Tod 1023 machte Kaiser Heinrich II. Branthoh zum Bischof von Halberstadt, dort wurde er Branthog (II.) genannt. Unter ihm erlebte das Bistum einen deutlichen Aufschwung, wobei er in Erinnerung an seine alte Heimat das Kanonikerstift St. Bonifatius in Bossleben gründete.
Branthog wurde von König Konrad II. 1025 im Gandersheimer Streit zwischen Erzbischof Aribo von Mainz und Bischof Godehard von Hildesheim um die Unterstellung des Reichsstifts Hildesheim interimistisch zu dessen Ordinarius bestimmt und nahm 1027 an der Synode von Frankfurt teil.
Seine Beisetzung erfolgte im Dom zu Halberstadt.